# Sainte-Magnance
Sainte-Magnance település Franciaországban, Yonne megyében. Lakosainak száma 480 fő (2022. január 1.). Sainte-Magnance Sauvigny-le-Beuréal, Saint-Brancher, Rouvray, Sincey-lès-Rouvray, Vieux-Château, Saint-André-en-Terre-Plaine, Cussy-les-Forges és Bussières községekkel határos.

## Népesség
A település népessége az elmúlt években az alábbi módon változott:
| Lakosok száma | 457  | 472  | 484  | 477  | 479  | 482  | 478  | 475  | 480  |
|               | 2013 | 2015 | 2016 | 2017 | 2018 | 2019 | 2020 | 2021 | 2022 |